# هولیگروو (نیواورلئان)
هولیگروو (به انگلیسی: Hollygrove) یک منطقهٔ مسکونی در ایالات متحده آمریکا است که در نیواورلئان واقع شده‌است. هولیگروو ۶٬۹۱۹ نفر جمعیت دارد.